# Jocelyne Jocya
Jocelyne Jocya, née Jocelyne Taulère le 1er juillet 1941 au Perthus (Pyrénées-Orientales) et morte le 19 août 2003 à West Hollywood (Californie), est une auteur-compositeur-interprète française, également avocate des droits des enfants.

## Biographie

### Jeunesse
Elle naît dans une famille d'hôteliers du Perthus, et effectue des études au lycée Bon Secours de Perpignan, avant de lancer sa carrière.

### Carrière
Elle commence sa carrière à l'âge de 17 ans en participant à un concours de talents en France, intitulé Les Nº 1 de demain à l'Olympia. Son interprétation de sa chanson Bon Voyage lui a permis de gagner une voiture, un contrat d'enregistrement, et l'attention d'Édith Piaf, qui présidait le concours.
Son enregistrement de Bon Voyage, dont elle vend des millions d'exemplaires dans le monde, la propulse au devant de la scène. Elle devient la protégée de Piaf et remporte ensuite trois fois le prix du Coq d'Or de la chanson française.

### Engagement
En 1988, elle a créé la Federation for the Declaration of the Rights of Children, une organisation non gouvernementale pour les droits de enfants.

### Mort
Elle meurt à l'âge de 62 ans le 19 août 2003 à West Hollywood, en Californie, des suites d'un cancer du sein. Elle est inhumée auprès de sa famille au cimetière du Perthus (Pyrénées-Orientales).

## Discographie
- 1958 : Bon Voyage
- 1958 : Les Gitans - Vol. 2
- 1958 : Le Coq de la chanson française (compilation)
- 1958 : Chanson Parade Vol. 1 (compilation)
- 1959 : Pour peu qu’on m’aime - Vol. 3
- 1960 : Notre concerto - Vol. 5
- 1960 : N° 20 (sonorama)
- 1960 : L'Arlequin de Tolède - Vol. 4
- 1961 : Ton Adieu
- 1962 : La Plus Haute Colline
- 1963 : Tout se sait un jour
- 1964 : Il ne fallait pas
- 1966 :  Canta en català
- 1967 : Comme les autres
- 1970 : Douya Douya
- 1980 : Si tous les je t'aime